# Ansanus
Ansanus (* 284 in Rom; † 1. Dezember 304 in Dofana) war ein römischer Bürger, der nach der Überlieferung das Christentum nach Siena brachte, damals Saena Julia, eine römische Kolonie, und die Bevölkerung evangelisierte; er wird von der Katholischen Kirche als Heiliger verehrt.
Über den Heiligen Ansanus gibt es keine genauen Informationen, außer dass er Römer war und aus einer reichen Familie namens Anicia stammt. Der Rest ist weitgehend mündliche Überlieferung, die nicht durch historische Dokumente gestützt wird. Er ist der Schutzpatron der Stadt Siena.

## Leben nach der Legende
Er wurde 284 als Sohn des Senators Tranquillinus aus der gens Anicia geboren und bekannte sich schon in sehr jungen Jahren, noch zur Zeit der Christenverfolgungen, zum Glauben an Christus.
Er kam durch seine Erzieherin Maxima mit dem Christentum in Berührung und wurde von seinem Vater Tranquillino selbst entdeckt und angeprangert. Im Jahr 302 erlitt Maxima das Martyrium, während Ansanus die Flucht gelangte. Nachdem er entkommen war, fuhr er die Via Cassia entlang nach Bagnoregio (VT) und dann nach Allerona in der Nähe von Orvieto.
Nach der Legende ging er auf Einladung eines Engels nach Siena, wo er sich 254 den Angehörigen von Papst Lucius I., dem Märtyrer, anschloss.

“Egli [Ansano] trovò in Siena nientemeno che i parenti di Papa Lucio martire, sfuggiti alla persecuzione, e dai quali originarono i Luci, nobile famiglia senese. Unito con essi la efficacia della predicazione facea crescere il numero dei battezzati ogni giorno.”

„Er (Ansanus) fand in Siena nichts anderes als die Verwandten von Papst Lucius dem Märtyrer, der der Verfolgung entkam und von dem die Luci, ein adliges sienesisches Geschlecht, abstammten. Zusammen mit ihnen hat die Wirkung der Predigt dazu geführt, dass die Zahl der getauften Menschen jeden Tag zunimmt.“

In Siena begann Ansanus, das Evangelium zu predigen und die ersten Christen zu taufen. Ansanus erhielt wegen der zahlreichen Taufen den Titel „Täufer der Sieneser“.
Aber auch in Siena gab es Gegner und so musste er ein Gottesurteil mit einer „Feuerprobe und kochendem Öl“ ertragen, das er unversehrt überstand. Die Legende erzählt, dass dieses Gottesurteil im Bereich „Fosso di Sant’Ansano“ durchgeführt wurde. Doch das reichte den römischen Behörden nicht und er wurde auf Befehl des Prokonsuls Lisia in einem Turm gefangen gehalten, der sich nach der Legende in der Via San Quirico neben der kleinen Kirche Carceri di Sant’Ansano befindet. Von diesem Turm aus ließ er die konvertierten Sienesen taufen. Von hier aus wurde er erst am 1. Dezember 304 (oder nach anderen Quellen 303) in die Ortschaft Dofana gebracht, wo er enthauptet wurde und später eine Kapelle in seinem Namen gebaut wurde.

## Die Reliquie

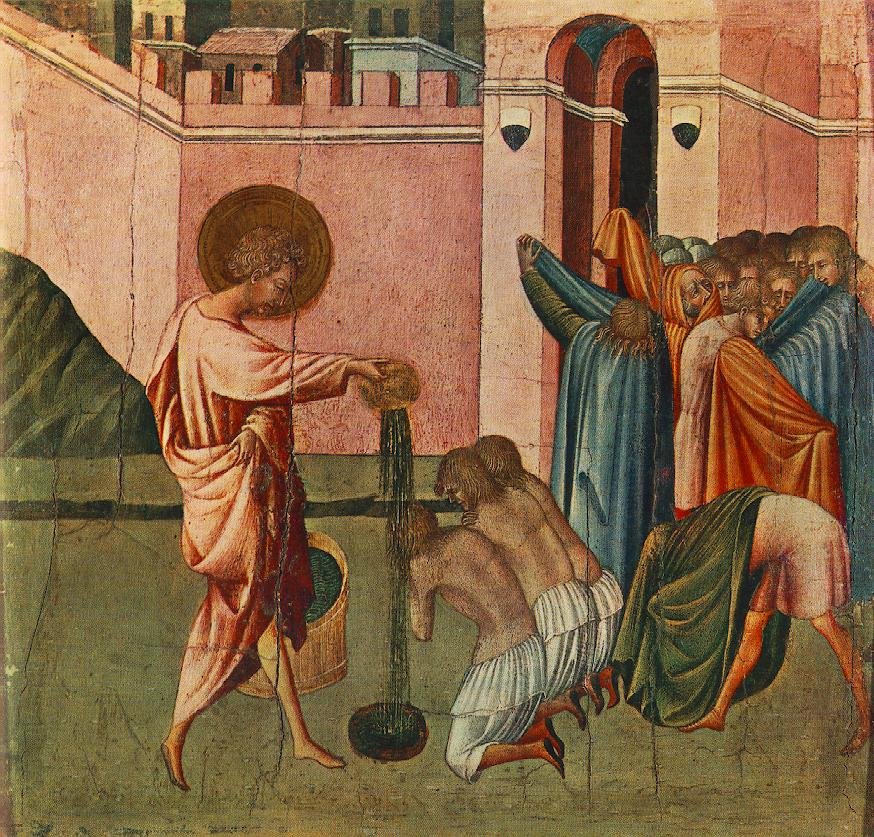
Giovanni di Paolo, Ansanus tauft die Sienesen

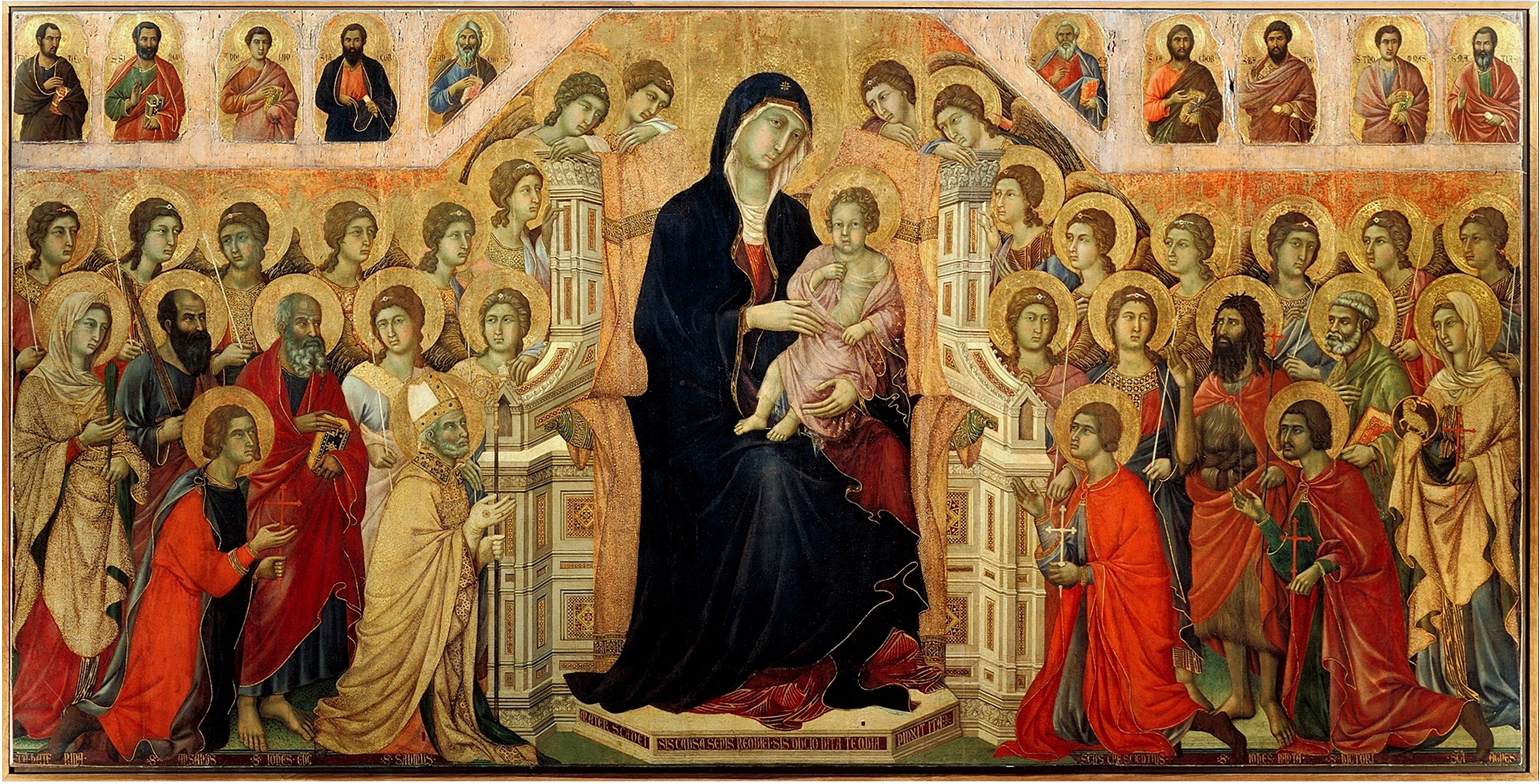
Duccio, Maestà, Siena, Opera del Duomo: Ansanus ist der erste links Kniende

Die Leiche war jahrhundertelang in Dofana in der ihm geweihten Pfarrkirche begraben, die sich bis 1975 auf dem Gebiet der Diözese Arezzo befand, bis sich 1107 der Bischof von Siena, Gualfredo, und der von Arezzo, Gualtiero, über den Besitz der Reliquie einigten: Die Sienesen konnten die Überreste von Ansanus (es heißt, am 6. Februar) bergen und in den Dom bringen. Der Kopf des Heiligen wurde stattdessen nach Arezzo gebracht, wo er noch heute in einem silbernen Reliquienschrein im Dom aufbewahrt wird. 1359 verbrannte Ansanos Körper nach einem Blitzschlag. Der linke Arm blieb in Dofana und der rechte Arm in Siena. Ein Finger ist in der Pfarrkirche Pieve di San Giovanni Battista a Sant’Ansano in der Gemeinde Vinci zu sehen.

## Verehrung
Als Beweis für die Verbreitung des Kultes um den jungen Märtyrer sind ihm gewidmete Kirchen und Kapellen sowohl in der Toskana als auch außerhalb der Region entstanden. Neben Bagnoregio, Allerona, dessen Patron er ist, und Siena, dem Ort, in dem Ansanus predigte und starb, gibt es Kirchen des Heilingen Ansanus in der Nähe von Spoleto, in Seravezza (LU), in Monte Aceraia in der Gemeinde von Borgo San Lorenzo, in Fiesole (FI) und in Petrignano del Lago (PG). Er ist der Hauptpatron der Stadt und der Erzdiözese Siena, das liturgische Gedenken findet am 1. Dezember statt. In Siena beginnt mit dem Fest des Heiligen Ansanus auch das Jahr der Contraden.
Er ist auch der Schutzpatron der Gemeinde Anzano di Puglia, in der die Anzanus-Verehrung 2006 wiedereingeführt wurde, nachdem eine alte Statue aus dem 19. Jahrhundert wiederentdeckt und restauriert wurde. Das Sprichwort des Tages von Sant’Anzano lautet (im lokalen Dialekt): „Sant’Anzan, vruoccl e patan“ („Heiliger Anzanus, Brokkoli und Kartoffel“). Am Tag des Heiligen Ansanus werden in jedem Viertel des Dorfes Lagerfeuer zu Ehren des Heiligen organisiert.